# Tuna de Filosofía y Letras de Sevilla
La Tuna de Filosofía y Letras de Sevilla, (también conocida como La Tuna Turquesa) es una agrupación musical de estudiantes universitarios fundada en Sevilla en año 1968 por estudiantes universitarios, con el propósito de continuar la tradición tunil que habia dejado la Antigua Tuna de Distrito Universitario de Sevilla en dicha localidad. 

## Orígen
Ya bien entrado el S.XIX existían diversas estudiantinas en Sevilla , siendo el grueso de sus componentes estudiantes de la Facultad de Filosofía y Letras. Destaca de sobremanera la estudiantina Torre del Oro, teniendo esta vigencia desde 1881 hasta 1896, donde comprobamos en su lista de componentes que gran parte la forman Filósofos y Humanistas (10 en registro) , asimismo también la forman componentes pertenecientes a Medicina (6) , Derecho (4)  y uno de comercio . 
No será hasta la segunda mitad del Siglo XX cuando surge una Tuna de Filosofía y Letras en Sevilla , esta nació en 1968, el primer registro escrito data de 1971 donde es nombrada por el entonces jefe de la Tuna de Medicina en una entrevista del ABC Sevilla en referencia a varios sucesos vandalicos sucedidos en la Vigilia de la Inmaculada anterior y donde fueron culpadas las tunas sin estar estas ya presente durante dichos acontecimientos.

## Historia
La Tuna de Filosofía y Letras de Sevilla se Funda en 1968 por estudiantes de esta misma facultad, entre sus socios fundadores cuentan grandes personalidades como Pablo Emilio Emilio Pérez-Mallaína, Juan Carlos Rodríguez Ibarra, Manuel Babio Walls, José Miguel Martín Martín o Juan Ignacio Carmona entre otros.
Si bien el recorrido de esta primitiva Tuna de Filosofía y Letras no seria muy largo, puesto que al finalizar sus estudios,los fundadores volverán a sus ciudades natales quedando la tuna prácticamente inactiva en el curso 1975/76.

### La "refundación" y La Noche del Tenorio
La noche del 31 de octubre de 1976 tras 8 años de su fundación, los miembros que aún quedaban en activo ceden los enseres y conocimientos a una nueva generación de tunos, momento considerado como la refundación de la tuna por sus nuevos componentes.

## La Noche del Tenorio
La Tuna de Filosofía lleva media década, celebrando cada 31 de octubre en el Barrio de Santa Cruz una serie de actos entorno a la figura del Don Juan Tenorio . 
Los actos dan comienzo Frente a la Hostería del Laurel, en la Plaza de los Venerables donde se lleva a cabo una función teatralizada por los propios componentes de la tuna "La Farsa del Tenorio"; El punto de partida  de un pasacalles que tendrá destino la Plaza de Refinadores; En dicha plaza se encuentra la imagen de Don Juan Tenorio, que es ataviado esa noche con las indumentaria turquesa  y al cual le cantan numerosos temas musicales delante dle monumento.
El acto concluye con la recitación de sonetos  en la Plaza de Santa Marta compuestos cada año para la ocasión

## Indumentaria
Aunque los estatutos de la misma trazan un línea estilistica, la imágen de la tuna ha ido evolucionando con el paso de los años.
Desde sus orígenes esta tuna de ha carcterizado por una beca de fieltro turquesa con escudo de galleta, en el lado izquierdo.
En los años 90 era algo característico de esta tuna llevar la capa sobre el hombro izquierdo, lo que hacía que la boca de sus instrumentos no fueran tapados por la misma,dandole una gran sonoridad instrumental a esta tuna; del mismo modo esto provocaba que la capa tapase el escudo de la beca, por lo que en los registros visuales de este periodo las becas de esta tuna parecen no tener escudo.

## Discografía
Álbumes de estudio
1995: El Desafino

### Sencillos en colaboración
Como nos Hizo Dios (con Manuel Orta) (1990)

## Premios y Reconocimientos
La Tuna de Filosofía y Letras de Sevilla ha cosechado gran cantidad de premios en sus años de existencia, siendo los más importantes los conseguidos en los certámenes de Distrito Universitario de Sevilla (DUS) así como en el desaparecido certamen Nacional de Tunas de Filosofía y Letras
Premios:
- Mejor Bandera, Certamen DUS 1979

- Primer premio, Certamen DUS 1981

- Primer Premio, Certamen DUS 1988
- Mejor Instrumental,Certamen DUS 1988

- Segundo Premio,Certamen DUS 1989
- Mejor Intrumental, Certamen DUS 1989
- Primer premio, Certamen de Eindhoven 1989

- Tercer Premio,Certamen DUS 1990
- Mejor Solista, Certamen Costa Cálida, Murcia 1990

- Mejor Solista, Certamen DUS 1991

- Tercer Premio Certamen DUS 1994

- Primer Premio,Certamen de Vitoria 1995
- Segundo Premio Certamen DUS 1995
- Mejor Solista,Certamen DUS 1995
- Segundo Premio,Certamen de Huelva 1995
- Mejor Solista,Certamen de Huelva 1995

- Segundo Premio, Certamen DUS 1996
- Mejor Solista, Certamen DUS 1996

- Primer premio, Certamen Nacional Filosofía 1997
- Mejor bandera, Certamen Nacional Filosofía 1997
- Mejor pasacalles, Certamen Nacional Filosofía 1997

- Primer Premio, Certamen Molina de Segura 1998
- Mejor Pandereta,Certamen Molina de Segura 1998
- Tercer premio, Certamen Nacional Filosofía 1998
- Mejor bandera, Certamen Nacional Filosofía 1998
- Mejor Pandereta, Certamen Villanueva de la Serena 1998
- Mejor Bandera, Certamen Villanueva de la Serena 1998

- Mejor pasacalles, Certamen Nacional Filosofía 2000

- Primer premio, Certamen Nacional Filosofía 2001
- Tercer Premio,Certamen DUS 2001

- Primer premio, Certamen DUS 2002
- Mejor solista, Certamen Nacional Filosofía 2002

- Segundo premio, Certamen Nacional Filosofía 2004
- Mejor pasacalles, Certamen Nacional Filosofía 2004
- Premio Rondador de Oro, a la Mejor Canción Original de Tuna en el Certamen DUS 2004

- Tercer premio, Certamen Nacional Filosofía 2006

- Primer premio, Certamen DUS 2008

- Primer premio, Certamen DUS 2009
- Mejor solista, Certamen DUS 2009

- Primer premio, Certamen DUS 2013
- Mejor solista, Certamen DUS 2013

- Mejor solista, Certamen DUS 2015
- Mejor Pandereta, Certamen XXV Aniversario Filosofía y Letras de Málaga 2015

- Mejor pandereta, Certamen Cazorla, Octubre 2016

- Mejor solista, Certamen DUS 2016

- Tercer Premio, Certamen DUS 2017
- Mejor solista, Certamen DUS 2017

- Mejor Pandereta,Certamen Jaén 2018

- Mejor Pasacalles, Certamen Villacarrillo 2019
- Mejor pandereta, Certamen Villacarrillo 2019
- Mejor guitarra, Certamen Villacarrillo 2019
- Mejor Laúd, Certamen Villacarrillo 2019

- Primer Premio, Certamen Ciudad Real 2019
- Mejor Ronda, Certamen Ciudad Real 2019

- Segundo Premio,Certamen Ciudad de la Linea 2020[1]
- Mejor Ronda, Certamen Ciudad de la Linea 2020

### Distinciones
- Vecinos Honorarios del Barrio de Santa Cruz, entregado por la asociación de Vecinos del Barrio de Santa Cruz de Sevilla el 1 de Noviembre de 1987, siendo Presidenta de la misma Soledad Becerril por la labor ejecutada por la Tuna revitalizando el Barrio así como por celebrar la Noche del Tenorio.

- Simpecado de Bronce de la Hermandad del Rocio de la Macarena de Sevilla, entregado por participar en la animación de la tómbola benéfica celebrada en 2019

## Certamen de Tunas de Carmona
El Cetamen de Tunas de Carmona nace en 2018 por iniciativa de un miembro de la tuna y gestionado por una comisión de la misma. Los actos principales fueron celebrados en el Teatro Cerezo y los beneficios del mismo fueron destinados integramente a la Obra Social de la Hermandad de Nuestra Señora la Santísima Virgen de Gracia. Se llevaron a cabo dos ediciones consecutivas, no siendo posible una tercera edición consecutiva debido a la pandemia del 2020. 
No será hasta 2024 cuando de la mano del consistorio municipal se retomen los actos con un nuevo formato más abierto al público, cuya función principal tuvo lugar en la Plaza de Abastos de Carmona.

### Ediciones:
I Certamen Nacional de Tunas Ciudad de Carmona (2018)
- Tuna Femenina de Medicina de Granada
- Tuna de la Escuela Politécnica Superior de Jaén
- Tuna de Filosofía y Letras de Málaga
- Tuna de Empresariales de Jerez
- Tuna de Ingenieros de Sevilla

II Certamen Nacional de Tunas Ciudad de Carmona (2019) 
- Tuna Universitaria de Empresariales de Huelva
- Tuna de Ingenieros INdustriales de Algeciras
- Tuna de Ciencias de la Salud de Málaga
- Rondalla de Carmona

I Certamen Internacional de tunas "Carmona Lucero de Europa" (2024)
- Tuna de Derecho de Santiago de Compostela
- Tuna Académica Universidade de Évora
- Tuna Femenina de Granada
- Tuna de Ciencias Sociales y de la Comunicación de Jerez
- Tuna de la Uned de Úbeda